# Siracusa Rosso
Il Siracusa Rosso è un vino a DOC che può essere prodotto nel comune di Siracusa nell'omonima provincia.

## Vitigni con cui è consentito produrlo
- Nero d'Avola per almeno il 65%
- altri vitigni a bacca rossa, idonei alla coltivazione nella Regione Siciliana per un massimo del 35%

## Tecniche produttive
Il "Siracusa Passito" deve essere ottenuto da uve passite sulla pianta o dopo la raccolta.

## Caratteristiche organolettiche
- colore: rosso rubino più o meno intenso;
- profumo: franco, intenso;
- sapore: sapido, giustamente tannico con retrogusto gradevolmente asciutto, fresco;

## Abbinamenti consigliati
È un vino da tutto pasto, indicato particolarmente per accompagnare la selvaggina e i salumi. Va servito intorno ai 16°.

## Produzione
Provincia, stagione, volume in ettolitri